# Campo Alegre (Santa Catarina)
Pour les articles homonymes, voir Campo Alegre.
Campo Alegre est une ville brésilienne du nord de l'État de Santa Catarina.

## Généralités
Dans la région de Campo Alegre, on trouve des gisements de kaolin, utilisé par les industries céramiques des États du Paraná et de Santa Catarina. On y extrait près de 15 000 tonnes par mois. Au niveau industriel, la municipalité compte également une trentaine de scieries. La ville se situe sur l'estrada da Serra (la « route de la montagne » en français), dans une zone montagneuse de l'État de Santa Catarina.

## Géographie
Campo Alegre se situe par une latitude de 26° 11' 34" sud et par une longitude de 49° 15' 57" ouest, à une altitude de 870 mètres. Sa population était de 11 748 habitants au recensement de 2010. La municipalité s'étend sur 496 km2.
Elle fait partie de la microrégion de São Bento do Sul, dans la mésorégion Nord de Santa Catarina.

## Histoire
Au milieu du XIXe siècle, la frontière entre les provinces du Paraná et de Santa Catarina était encore mal définie, ce qui causait de nombreuses confusions et confrontations. Le Paraná fixait sa frontière sur le rio Negro et à sa source située à Quiriri, selon la frontière fixée par dom Pedro II, quand il donna ces terres à sa sœur la princesse Dona Francisca à l'occasion de son mariage avec le prince de Joinville. Avec la fondation de la colonie Dona Francisca, une compagnie de colonisation (la « compagnie colonisatrice de Hambourg ») fut créée en 1849 par le sénateur allemand Schroeder, chargé par le gouvernement impérial de la mise en valeur de ces terres pour le compte de la princesse.
Entre 1853 et 1857, les ingénieurs explorèrent la région pour reconnaître le meilleur tracé pour l'accès aux montagnes, ce qu'ils trouvèrent dans la vallée du rio Seco. En 1858, sur demande de la compagnie, le gouvernement imperial approuve la construction de la route qui reliera Joinville à Curitiba par São Miguel et Tijucas do Sul.
À l'arrivée de la route, la région de Campo Alegre comptait déjà quelques habitants, non loin de Salto Branco. Le 23 août 1827, le gouvernement imperial commença à distribuer des lots à coloniser. La première exploitation agricole fut alors construite dans la localité de São Miguel, à environ 5 km du centre ville actuel. La ville fut nommée Froeliches Feld traduction allemande de Campo Alegre, (« champ heureux » en français), pour la beauté de ses paysages naturels. En 1888, le noyau de peuplement de Campo Alegre devint un district de São Bento do Sul et le 18 mars 1897, il fut élevé au rang de municipalité.
À la suite de son développement et de la construction de la route, la ville devint un passage obligé entre les deux États de Santa Catarina et du Paraná. La municipalité comporte de plus du yerba maté en abondance. Après quelques décennies de prospérité, la ville commença à décliner avec l'ouverture de nouvelles routes et le déclin de l'exportation du yerba maté.

## Tourisme
Les denses forêts, les montagnes couvertes d'araucarias et d'hortensias, le son des cascades ainsi que son climat sain font de Campo Alegre une destination toujours plus recherchée par les touristes.

## Villes voisines
Campo Alegre est voisine des municipalités (municípios) suivantes :
- Garuva
- Joinville
- Jaraguá do Sul
- São Bento do Sul
- Piên dans l'État du Paraná
- Agudos do Sul dans l'État du Paraná
- Tijucas do Sul dans l'État du Paraná